# Куинстаун (ЮАР)
Куи́нстаун (англ. Queenstown) — город в Восточно-Капской провинции ЮАР.
Численность населения на начало 21 в. составляла 133 800 человек.
Город основал в 1853 г. сэр Джордж Кэткарт, губернатор Капской колонии, как административный и образовательный центр для окружающих территорий. Расположен над рекой Комани, одним из притоков Грейт-Кей.